# Rutherglen, Australien
Rutherglen är en ort i Australien. Den ligger i kommunen Indigo och delstaten Victoria, omkring 240 kilometer nordost om delstatshuvudstaden Melbourne. Antalet invånare är 1 990.
Runt Rutherglen är det mycket glesbefolkat, med 7 invånare per kvadratkilometer.. Närmaste större samhälle är Corowa, nära Rutherglen.
Trakten runt Rutherglen består till största delen av jordbruksmark. Genomsnittlig årsnederbörd är 1 200 millimeter. Den regnigaste månaden är juli, med i genomsnitt 153 mm nederbörd, och den torraste är november, med 53 mm nederbörd.